# Муртазаєв Роман Валерійович
Роман Муртазаєв (каз. Роман Валерьевич Муртазаев, нар. 10 вересня 1993, Караганда) — казахський футболіст, нападник клубу «Астана».
Виступав, зокрема, за клуби «Шахтар» (Караганда) та «Іртиш», а також національну збірну Казахстану.
Володар Кубка Казахстану. Чемпіон Казахстану. Володар Суперкубка Казахстану. 

## Клубна кар'єра
У дорослому футболі дебютував 2012 року виступами за команду клубу «Шахтар» (Караганда), в якій провів три сезони, взявши участь у 66 матчах чемпіонату. Більшість часу, проведеного у складі карагандинського «Шахтаря», був основним гравцем атакувальної ланки команди.
Своєю грою за цю команду привернув увагу представників тренерського штабу клубу «Іртиш», до складу якого приєднався 2016 року. Відіграв за команду з Павлодара наступні жодного сезонів своєї ігрової кар'єри. Граючи у складі павлодарського «Іртиша» також здебільшого виходив на поле в основному складі команди. У складі павлодарського «Іртиша» був одним з головних бомбардирів команди, маючи середню результативність на рівні 0,56 голу за гру першості.
До складу клубу «Астана» приєднався 2017 року. Станом на 31 серпня 2018 року відіграв за команду з Астани 52 матчі в національному чемпіонаті.

## Виступи за збірні
Протягом 2013–2014 років залучався до складу молодіжної збірної Казахстану. На молодіжному рівні зіграв у 6 офіційних матчах, забив 3 голи.
У 2016 році дебютував в офіційних матчах у складі національної збірної Казахстану.

## Титули і досягнення
- Володар Кубка Казахстану (1):

«Шахтар» (Караганда): 2013
- Чемпіон Казахстану (3):

«Астана»: 2017, 2018, 2019
- Володар Суперкубка Казахстану (2):

«Астана»: 2018, 2019